# 土木研究センター
一般財団法人 土木研究センター（どぼくけんきゅうセンター）は、200種類に及ぶ建設技術の審査証明を行っている団体。以前は国土交通省国土技術政策総合研究所所管の財団法人であったが、公益法人制度改革に伴い一般財団法人へ移行した。

## 概要
- 設立：1979年
- 所在：東京都台東区台東1-6-4
- 理事長：岩﨑敏男
- 専務理事：中村亮

## 事業
土木建築の研究、発展